# ISO 14000
ISO 14000 — низка міжнародних стандартів, пов’язаних з управлінням навколишнім середовищем, яке існує, щоб допомогти організаціям:
- мінімізувати діяльність (процеси, тощо) яка негативно впливає на навколишнє середовище (тобто спричиняє несприятливі зміни повітря, води чи землі); 
- відповідати законам, нормативним актам та іншим екологічним вимогам; 
- постійно вдосконалювати захист навколишнього середовища. 
Стандарт  ISO 14000 концептуально схожий до серії стандартів ISO 9000 управління якістю, оскільки обидва стандарти стосуються процесу виробництва продукту, а не самого продукту. Під час проведення аудитів застосовуються стандарти аудиту ISO 19011 та ISO 17021 .
Усі стандарти періодично переглядаються ISO, щоб переконатися, що вони все ще відповідають вимогам ринку. 
Нова версія ISO 14001 зосереджена на покращенні екологічних показників, а не на вдосконаленні самої системи управління. 

### Основні принципи
Основні принципи ISO 14001 базуються на добре відомому циклі « Плануй-Виконуй-Перевіряй-Дій» (PDCA).